# Чемпионат России по вольной борьбе 2008
Чемпионат России по вольной борьбе 2008 года проходил со 2 по 5 июня в Санкт-Петербурге. Турнир был отборочным на летние Олимпийские игры 2008 года в Пекине.

## Медалисты
| Категория | Золото                                 | Серебро                           | Бронза                                                     |
| --------- | -------------------------------------- | --------------------------------- | ---------------------------------------------------------- |
| До 55 кг  | Джамал Отарсултанов Московская область | Лабазан Аскербиев Волгоград       | Николай Старостин Якутия Хайбула Шаалов Дагестан           |
| До 60 кг  | Мавлет Батиров Дагестан                | Алан Дудаев Северная Осетия       | Рамиль Исламов Новосибирск Рамазан Саритов Красноярск      |
| До 66 кг  | Ирбек Фарниев Северная Осетия          | Мулид Лампежев Кабардино-Балкария | Дарсам Джапаров Московская область Артыш Тамбулак Кемерово |
| До 74 кг  | Бувайсар Сайтиев Красноярск            | Махач Муртазалиев Дагестан        | Денис Царгуш Москва Таймураз Фриев Северная Осетия         |
| До 84 кг  | Георгий Кетоев Северная Осетия         | Николай Шамсутдинов Нижневартовск | Альберт Саритов Красноярск Эльдар Батаев Чечня             |
| До 96 кг  | Ширвани Мурадов Дагестан               | Хаджимурат Гацалов Москва         | Анзор Болтукаев Чечня Ибрагим Саидов Дагестан              |
| До 120 кг | Бахтияр Ахмедов Дагестан               | Алексей Шемаров Калининград       | Алан Дзампаев Северная Осетия Билял Махов Дагестан         |